# جميلة الداما
جميلة الداما (من مواليد 14 أغسطس 1972) هو لاعبة الوثب الثلاثي كوبية المولد. مثلت كوبا حتى عام 2003، السودان من 2004 إلى 2010، ثم بريطانيا العظمى من عام 2011 فصاعدًا. شاركت في الألعاب الأولمبية أربع مرات (2000-12)، وفازت بالميدالية الفضية في بطولة العالم 1999 وميدالية ذهبية في بطولة العالم للصالات الداخلية 2012 .

## نبذة عنها
ولدت الداما في هافانا ، كوبا، ومثلت في البداية بلد ميلادها. حيث شاركت في البدء في منافسات الوثب العالي والسباعي ، ولكن في عام 1994 انتقلت إلى الوثب الثلاثي وبعد عامين تأهلت للفريق الأولمبي لدورة الألعاب الأولمبية الصيفية لعام 1996.  لم تتمكن من المنافسة هناك بسبب الإصابة في العام التالي، وصلت إلى النهائي في بطولة العالم لألعاب القوى داخل الصالات عام 1997 وحصلت على المركز السادس. بعد ذلك بعامين فازت بميداليتها الوحيدة حتى الآن في النهائي الدولي الكبير وحصلت على الميدالية الفضية في بطولة العالم لألعاب القوى 1999 في إشبيلية ، إسبانيا. في العام التالي في دورة الألعاب الأولمبية الصيفية 2000 احتلت المركز الرابع وبالتالي عززت موقعها في رياضة الوثب الثلاثي النخبة.
تزوجت عام 2001 من أندرو دودز، وهو منتج تلفزيوني اسكتلندي ، وانتقلت بعد ذلك إلى المملكة المتحدة. وبعد زواجها تقدمت بطلب للحصول على الجنسية البريطانية. ومع ذلك، بعد فترة وجيزة، حُكم على زوجها بالسجن لمدة 15 عامًا لدوره في تهريب الهيروين بقيمة 40 مليون جنيه إسترليني.  وبما أنها لم تكن مرتبطة بالجريمة نفسها، فقد قررت البقاء في المملكة المتحدة مع زوجها.  وبما أنها لم تعيش في بريطانيا من قبل، كان عليها أن تنتظر فترة الثلاث سنوات الإلزامية للحصول على جواز السفر. أعربت عن قرارها بتمثيل بريطانيا العظمى في دورة الألعاب الأولمبية الصيفية لعام 2004 ، وكان يدعمها ديفيد موركروفت .  ولهذا السبب لم تشارك في بطولة العالم 2003 لأن ذلك كان من شأنه أن يعيق فرصتها في تحويل ولائها إلى بريطانيا العظمى.

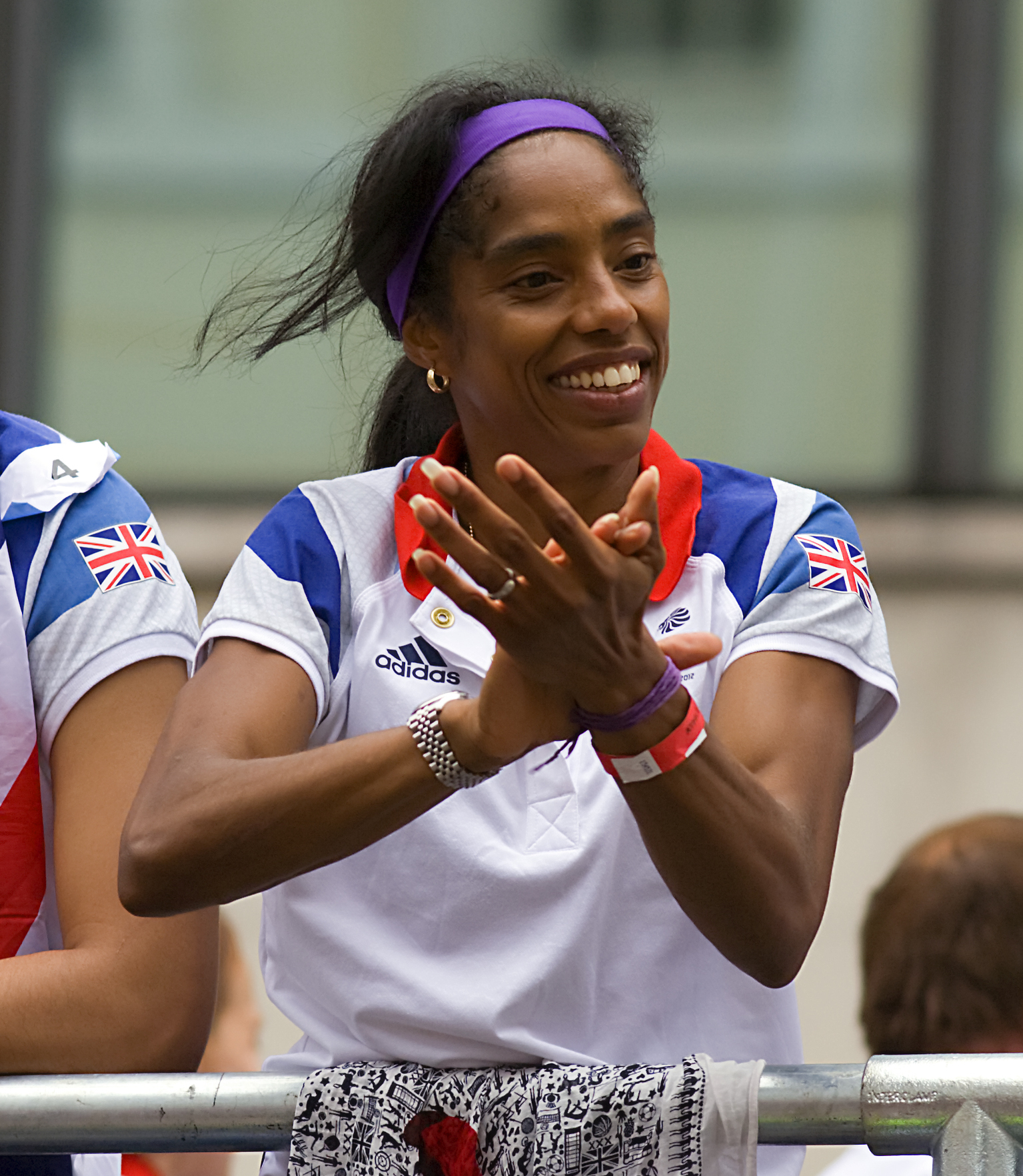
الداما - موكب 2012

ومع ذلك، في عام 2004، رفضت وكالة الجوازات البريطانية المضي قدمًا في طلبها للحصول على جواز سفر. وعندما انتقلت إلى بريطانيا العظمى في نوفمبر 2001، لم تكن مؤهلة للحصول على جواز سفر حتى نوفمبر 2004، أي بعد ثلاثة أشهر من الألعاب الأولمبية. بدلاً من ذلك، سعت الداما إلى بلد جديد لتمثيله، وبعد عروض من إسبانيا وإيطاليا وجمهورية التشيك، انتقلت بدلاً من ذلك إلى السودان .  بعد حصولها على الجنسية السودانية في 23 يناير 2004، ذهبت لتمثيل السودان في دورة الألعاب الأولمبية الصيفية 2004 حيث حصلت على المركز الخامس. وفي عام 2004، حطمت أيضًا الرقم القياسي السوداني في الوثب الثلاثي محققة 15.28 مترًا.  بعد حصولها على المركز الرابع مرة أخرى في بطولة العالم لألعاب القوى 2005، غابت عن نهائيات بطولة العالم 2007 و 2009 بالإضافة إلى نهائي الألعاب الأولمبية الصيفية 2008 .
في 5 فبراير 2010، بعد ما يقرب من عشر سنوات من تقديم الطلب الأولي، حصلت أخيرًا على الجنسية البريطانية  وبعد عام، تتنافس الآن كممثلة لبريطانيا العظمى، وحصلت على المركز الخامس في بطولة العالم لألعاب القوى 2011 . في 9 مارس 2012، عن عمر يناهز 39 عامًا، أصبح الداما بطلة العالم داخل الصالات في الوثب الثلاثي في إسطنبول، تركيا، وبذلك تكون ثاني أكبر رياضي عمراً يحقق هذا الإنجاز، بينما كانت أصغر بخمسة أشهر عن عيد ميلادها الأربعين، قامت بتحسين سجلها للمحترفين مرتين. لكن لم يتم التصديق على النتائج داخل الصالات كرقم قياسي عالمي، لكنها قفزت في وقت لاحق من شهر مايو بمقدار 14.65 ثانية في لقاء روما بالدوري الماسي لتسجل الرقم القياسي الحالي. في تلك القفزة، هبطت بشكل غريب وأصابت كتفها. كان عليها أن تنافس في أولمبياد 2012 ، قبل أقل من شهر من سن 40 عامًا، مع استمرار الإصابة في المركز الخامس. 
في حفل توزيع جوائز رابطة كتاب ألعاب القوى البريطانية في أكتوبر 2012، حصلت ألداما على جائزة الإلهام لعام 2012 من BAWA . كما أنها احتلت المركز الثالث خلف الفائزة جيسيكا إينيس وكريستين أوهوروغو في ترتيب "أفضل رياضية بريطانية لهذا العام". 
في يناير 2013، اتخذت ألداما قرارًا بتمثيل اسكتلندا في ألعاب الكومنولث 2014 ، مما يجعلها أول رياضية تتنافس مع أربع دول مختلفة.  لقد حققت هذا الإنجاز من خلال المشاركة في هذه المسابقة، وإن كان ذلك نيابة عن إنجلترا بدلاً من ذلك.

## الإنجازات
| العام                 | المسابقة                                                 | المكان                          | المركز     | ملاحظة        |                                                |
| تمثيل كوبا            | تمثيل كوبا                                               | تمثيل كوبا                      | تمثيل كوبا | تمثيل كوبا    | تمثيل كوبا                                     |
| --------------------- | -------------------------------------------------------- | ------------------------------- | ---------- | ------------- | ---------------------------------------------- |
| 1988                  | بطولة أمريكا الوسطى والكاريبي لألعاب القوى للناشئين 1988 | ناساو، الباهاما                 | الأول      | القفز العالي  | 1.78 م                                         |
| 1988                  | بطولة أمريكا الوسطى والكاريبي لألعاب القوى للناشئين 1988 | ناساو، الباهاما                 | الرابع     | القفز الطويل  | 5.48 م                                         |
| 1990                  | بطولة أمريكا الوسطى والكاريبي لألعاب القوى للناشئين 1990 | هافانا، كوبا                    | الثالث     | القفز العالي  | 1.70 م                                         |
| 1996                  | البطولة الأيبيرية الأمريكية في ألعاب القوى ‏              | ميديلين, كولومبيا               | الأول      | الوثب الثلاثي | 14.39 م CR                                     |
| 1997                  | بطولة العالم لألعاب القوى داخل الصالات 1997              | باريس، فرنسا                    | السادس     | الوثب الثلاثي | 14.28 م                                        |
| 1997                  | بطولة أمريكا الوسطى والكاريبي لألعاب القوى 1997          | سان خوان (بورتوريكو)، بورتوريكو | الثاني     | الوثب الثلاثي | 14.12 م w                                      |
| 1997                  | بطولة العالم لألعاب القوى 1997                           | أثينا، اليونان                  | الثالث عشر | الوثب الثلاثي | 14.09 م (0.0 م/ثا)                             |
| 1998                  | Ibero-American Championships                             | لشبونة، البرتغال                | الأول      | الوثب الثلاثي | 14.07 م                                        |
| 1998                  | ألعاب الأمريكية والكاريبية                               | ماراكايبو، فنزويلا              | الأول      | الوثب الثلاثي | 14.34 م                                        |
| 1998                  | كأس العالم                                               | جوهانسبرغ، جنوب إفريقيا         | الثالث     | الوثب الثلاثي | 14.29 م (0.6 م/ثا)                             |
| 1999                  | بطولة العالم لألعاب القوى داخل الصالات 1999              | مايه-باشي، اليابان              | 7th        | الوثب الثلاثي | 14.47 م                                        |
| 1999                  | بطولة العالم لألعاب القوى 1999                           | إشبيلية، إسبانيا                | الثاني     | الوثب الثلاثي | 14.61 م (−0.4 م/ثا)                            |
| 1999                  | IAAF Grand Prix Final                                    | ميونخ، ألمانيا                  | 7th        | الوثب الثلاثي | 14.18 م (−0.2 م/ثا)                            |
| 1999                  | Pan American Games                                       | وينيبيغ، كندا                   | الأول      | الوثب الثلاثي | 14.77 م CR                                     |
| 2000                  | ألعاب القوى في الألعاب الأولمبية الصيفية 2000            | سيدني، أستراليا                 | الرابع     | الوثب الثلاثي | 14.30 م (−0.9 م/ثا)                            |
| 2003                  | نهائي ألعاب القوى العالمي 2003                           | مونت كارلو، موناكو              | الثاني     | الوثب الثلاثي | 14.99 م (0.2 م/ثا)                             |
| تمثيل السودان         |                                                          |                                 |            |               |                                                |
| 2004                  | بطولة العالم لألعاب القوى داخل الصالات 2004              | بودابست، هنغاريا                | الثاني     | الوثب الثلاثي | 14.90 م                                        |
| 2004                  | بطولة إفريقيا لألعاب القوى 2004                          | برازافيل، جمهورية الكونغو       | الأول      | الوثب الثلاثي | 14.90 م                                        |
| 2004                  | ألعاب القوى في الألعاب الأولمبية الصيفية 2004            | أثينا, اليونان                  | الخامس     | الوثب الثلاثي | 14.99 م (0.1 م/ثا)                             |
| 2004                  | نهائي ألعاب القوى العالمي 2004                           | مونت كارلو، موناكو              | الثالث     | الوثب الثلاثي | 14.92 م (0.2 م/ثا)                             |
| 2005                  | بطولة العالم لألعاب القوى 2005                           | هلسنكي، فنلندا                  | الرابع     | الوثب الثلاثي | 14.72 م (0.8 م/ثا)                             |
| 2005                  | بطولة العالم لألعاب القوى 2005                           | مونت كارلو، موناكو              | السادس     | الوثب الثلاثي | 14.26 م (0.8 م/ثا)                             |
| 2006                  | بطولة العالم لألعاب القوى داخل الصالات 2006              | Moscow, Russia                  | الثالث     | الوثب الثلاثي | 14.86 م                                        |
| 2006                  | بطولة إفريقيا لألعاب القوى 2006                          | بامبوس (موريشيوس), موريشيوس     | الأول      | الوثب الثلاثي | 14.71 م w (2.6 م/ثا)                           |
| 2006                  | نهائي ألعاب القوى العالمي 2006                           | شتوتغارت، ألمانيا               | الثالث     | الوثب الثلاثي | 14.67 م (−0.1 م/ثا)                            |
| 2006                  | World Cup                                                | أثينا, اليونان                  | الثالث     | الوثب الثلاثي | 14.78 م (1.0 م/ثا)                             |
| 2007                  | ألعاب قوى في ألعاب عموم أفريقيا 2007 ‏                    | الجزائر (مدينة), الجزائر        | الأول      | الوثب الثلاثي | 14.46 م                                        |
| 2007                  | World Athletics Final                                    | شتوتغارت، ألمانيا               | الرابع     | الوثب الثلاثي | 14.41 م (0.3 م/ثا)                             |
| 2007                  | ألعاب القوى في دورة الألعاب العربية 2007                 | القاهرة, مصر                    | الثاني     | القفز العالي  | نتائج ألعاب القوى في دورة الألعاب العربية 2007 |
| 2007                  | ألعاب القوى في دورة الألعاب العربية 2007                 | القاهرة, مصر                    | الثاني     | القفز الطويل  | نتائج ألعاب القوى في دورة الألعاب العربية 2007 |
| 2007                  | بطولة العالم لألعاب القوى 2007                           | أوساكا، اليابان                 | 12th (q)   | الوثب الثلاثي | 13.46 م (−0.2 م/ثا)                            |
| 2008                  | بطولة العالم لألعاب القوى داخل الصالات 2008              | بلنسية، إسبانيا                 | الخامس     | الوثب الثلاثي | 14.47 م                                        |
| 2008                  | بطولة إفريقيا لألعاب القوى 2008                          | أديس أبابا، إثيوبيا             | الثاني     | الوثب الثلاثي | 14.36 م SB                                     |
| 2009                  | بطولة العالم لألعاب القوى 2009                           | برلين، ألمانيا                  | 13th (q)   | الوثب الثلاثي | 14.11 م (0.1 م/ثا)                             |
| 2009                  | نهائي ألعاب القوى العالمي 2009 ‏                          | سالونيك، اليونان                | الرابع     | الوثب الثلاثي | 14.39 م (−1.0 م/ثا)                            |
| 2010                  | بطولة العالم لألعاب القوى داخل الصالات 2010              | الدوحة، قطر                     | التاسع عشر | الوثب الثلاثي | 12.41 م                                        |
| تمثيل بريطانيا العظمى |                                                          |                                 |            |               |                                                |
| 2011                  | بطولة العالم لألعاب القوى 2011                           | دايغو، كوريا الجنوبية           | الخامس     | الوثب الثلاثي | 14.50 م (0.4 م/ثا)                             |
| 2012                  | بطولة العالم لألعاب القوى داخل الصالات 2012              | إسطنبول، تركيا                  | الأول      | الوثب الثلاثي | 14.82 م                                        |
| 2012                  | ألعاب القوى في الألعاب الأولمبية الصيفية 2012            | لندن، المملكة المتحدة           | الخامس     | الوثب الثلاثي | 14.48 م (−0.6 م/ثا)                            |
| 2013                  | بطولة أوروبا لألعاب القوى داخل الصالات 2013              | غوتنبرغ                         | السادس     | الوثب الثلاثي | 13.95 م                                        |
| 2013                  | European Team Championships                              | غيتسهيد، المملكة المتحدة        | الرابع     | الوثب الثلاثي | 13.90 م +1.7                                   |
| 2014                  | European Team Championships                              | براونشفايغ (مدينة)، ألمانيا     | السادس     | الوثب الثلاثي | 13.31 م +0.4                                   |
| تمثيل إنجلترا         |                                                          |                                 |            |               |                                                |
| 2014                  | ألعاب قوى في دورة ألعاب الكومنولث 2014 ‏                  | غلاسكو، المملكة المتحدة         | السابع     | الوثب الثلاثي | 13.29 م                                        |

## روابط خارجية
- نبذة عن جميلة الداما  على موقع الاتحاد الدولي لألعاب القوى
- Sports-Reference.com profile for Yamilé Aldama